# William Skurla
William Charles Skurla, auch William C. Skurla, (* 1. Juni 1956 in Duluth, Minnesota, USA) ist ein US-amerikanischer Geistlicher der Ruthenischen griechisch-katholischen Kirche und seit 2012 Erzbischof der Erzeparchie Pittsburgh.

## Leben
William Charles Skurla wuchs im Norden des US-Bundesstaats Minnesota auf. Er studierte an der Columbia University in New York City, wo er 1981 mit einem Bachelor in Philosophie abschloss. Er trat 1981 in die Franziskanergemeinschaft des byzantinischen Ritus in Sybertsville (Pennsylvania) ein und legte 1985 das Ordensgelübde ab. Am Priesterseminar Maria Immaculata in Northampton (Pennsylvania) studierte er Religionswissenschaften und Katholische Theologie. Er empfing am 23. Mai 1987 in der St. Mary Byzantine Church in Freeland (Pennsylvania) von Michael Joseph Dudick, Bischof von Passaic, die Priesterweihe.
Am 19. Februar 2002 wurde er von Papst Johannes Paul II. zum Bischof der Eparchie Van Nuys ernannt, die für die ruthenischen Katholiken des byzantinischen Ritus im Westen der USA zuständig war und ihren Sitz in Phoenix (Arizona) hatte. Die Bischofsweihe spendete ihm am 23. April 2002 in der Saint Helen Church in Glendale (Arizona) der Bischof von Passaic, Andrew Pataki; Mitkonsekratoren waren der Bischof von Parma, Basil Myron Schott, und Skurlas Amtsvorgänger, der emeritierte Bischof George Martin Kuzma. 2007 wurde er von Papst Benedikt XVI. zum Bischof der Eparchie Passaic ernannt, diese Diözese umfasst die ruthenischen griechisch-katholischen Gemeinde an der Ostküste der Vereinigten Staaten. Am 18. April 2012 wurde er als Erzbischof der Erzeparchie Pittsburgh und damit als Metropolit der Ruthenischen Kirche in den USA (Byzantine Catholic Church) installiert.
Vom 7. Mai 2016 bis zum 24. Juni 2017 war er zudem Apostolischer Administrator der vakanten Eparchie Parma.